# Karen Blixen
Baroneasa Karen von Blixen-Finecke (n. 17 aprilie 1885,  Rungsted, Danemarca – d. 7 septembrie 1962, Rungsted), pe numele ei de fată Karen Christence Dinesen, a fost o scriitoare daneză, cunoscută și sub pseudonimul Isak Dinesen. În Germania este mai cunoscută sub pseudonimul Tania Blixen. Povestirile sale, situate în trecut și pătrunse de o aură de supranatural încorporează teme erotice și ale reveriei.

## Biografie
A urmat Academia de Arte Frumoase (Academy of Fine Arts) din Copenhaga. În 1905 a început să publice proză în reviste literare daneze, adoptând pseudonimul Osceola.  S-a căsătorit cu vărul său de-al doilea, baronul suedez Bror Blixen-Finecke în 1914 și a plecat apoi cu el în Africa. Aici au cumpărat și condus o plantație de cafea în Kenia și au devenit vânători de vânat mare.  După divorțul din 1921 a continuat să conducă plantația timp de 10 ani, până când conducerea greșită și scăderea prețului cafelei au forțat-o să se întoarcă în Danemarca, la moșia sa din Rungstedlund.

## Opera
Cartea sa autobiografică Out of Africa (1937), tradusă în l. română cu titlul Din inima Africii (Humanitas Fiction, 2015) revelează o iubire aproape mistică pentru Africa și poporul său.. În anul 1944 a publicat singurul său roman Răzbunătorii angelici  (The Angelic Avengers), sub pseudonimul Pierre Andrézel.
Karen Blixen a scris mai întâi în engleză, apoi și-a rescris cărțile în daneză, însă ultimele sale cărți au apărut simultan în ambele limbi. Criticii literari i-au lăudat engleza de o stranie frumusețe. Povestirile ei includ Șapte povestiri gotice (1934), publicate de editura Random House, SUA, semnate Isak Dinesen, apoi publicate în 1935 în Danemarca,Povestiri de iarnă (1942), traduse la Humanitas Fiction în 2014, Ultimele povestiri (1957), Anecdote ale destinului (1958),  Ehrengard (postumă, 1963). A apărut postum Letters from Africa: 1914-1931 (1981), o culegere de scrisori trimise familiei sale, în cursul sejurului în Africa. De asemenea, apare postum în SUA, în 1977, Carnival: Entertainments and Posthumous Tales. A fost nominalizată de două ori la Premiul Nobel, însă nu l-a obținut niciodată.

## Adaptare pentru film
Cartea sa autobiografică Out of Africa a fost transpusă în filmul cu același nume, regizat de Sydney Pollack în 1985. Rolurile principale au fost interpretate de Meryl Streep și Robert Redford.
Regizorul danez Gabriel Axel a realizat în 1987 filmul Festinul Babettei (în daneză Babettes Gæstebud), care a obținut premiul Oscar în 1988 pentru cel mai bun film străin.

## Posteritate
Pe proprietatea Rungstedlund, în Danemarca, a fost organizat Muzeul Rungstedlund.
La Nairobi (Kenia) a fost înființat Muzeul Karen Blixen.